# Joseph Ritner
Joseph Ritner (25 mars 1780 – 16 octobre 1869) était le huitième gouverneur du Commonwealth de Pennsylvanie. Membre du Parti anti-maçonnique, il fut élu gouverneur  en 1835 et servit de 1835 à 1839. En 1856, le Ritner fut délégué à la première convention nationale républicaine à Philadelphie.

## Biographie
Ritner est né le 25 mars 1780 dans le comté de Berks, Pennsylvanie. Ses parents étaient d'origine allemande, et Ritner était principalement autodidacte. Il travaille comme ouvrier agricole jusqu'à ce qu'il puisse acheter sa propre ferme dans le comté de Washington. En 1801, Ritner épousa Susan Alter. Le couple eut de 10 enfants.
Pendant la guerre de 1812, Ritner servit d'abord comme commandant d'une compagnie de la milice du comté de Washington, les Rifle Rangers. Plus tard, il a servi comme soldat avec son régiment dans l'ouest de la Pennsylvanie et de l'Ohio.

### Carrière politique
En 1820, Ritner est élu à la Chambre des représentants de Pennsylvanie en tant que démocrate-républicain. Il a été réélu cinq fois et a été président au cours de ses deux derniers mandats.
Ritner s'implique dans le mouvement anti-maçonnique à la fin des années 1820, et après deux échecs au poste de gouverneur, il remporte les élections de 1835. 
Opposant à l'esclavage, Ritner a été l'inspiration pour un poème abolitionniste de John Greenleaf Whittier dans lequel le poète loue le sentiment anti-esclavagiste du message annuel du gouverneur.
En 1838, Ritner, candidat en tant qu'anti-maçon avec le soutien du parti whig émergeant, perdit de justesse le gouvernorat face au candidat démocrate David R. Porter. Ritner. Ses partisans ont tenté en vain de contester l'élection. 
Après avoir quitté ses fonctions, Ritner s'installa dans une ferme du comté de Cumberland. Avec la fin du Parti anti-maçonnique, Ritner a activement soutenu les Whigs. En 1849, Zachary Taylor, président whig nouvellement, nomma Ritner au poste de directeur de la Monnaie des États-Unis. Mais Taylor est mort avant que la nomination ait été suivie d'effet, et Ritner n'a donc jamais été confirmé.
Ritner a rejoint le Parti républicain quand il a été fondé au milieu des années 1850, et a été un délégué à la Convention nationale républicaine de 1856.

## Source
- (en) Cet article est partiellement ou en totalité issu de l’article de Wikipédia en anglais intitulé « Joseph Ritner » (voir la liste des auteurs).